# 薩納西斯·安戴托昆波
阿薩納西奧斯·羅蒂米·安戴托昆波（希臘語：Αθανάσιος Ροτίμι Αντετοκούνμπο，羅馬化：Athanasios Rotimi Antetokounmpo，1992年7月18日—）是一名出身希臘的職業籃球運動員，因其胞弟揚尼斯「希臘怪物」（the Greek Freak）的外號，被戲稱爲英語押韻的「希臘肉條」（the Greek Streak），或「希臘怪物二號」（the Greek Freak 2），最後效力於NBA球隊密爾瓦基公鹿。他的另一名胞弟為科斯塔斯，由於兄弟三人的姓氏長達13個字母，繼前述兩位兄長後，獲得「字母哥2.0」（Alphabet 2.0）的綽號。

## 職業生涯
2014年4月28日，安戴托昆波宣佈他將參加2014年NBA選秀，他於選秀中以第2輪第51順位被纽约尼克斯選中。同年7月30日，他與纽约尼克斯簽約。
2021年與弟弟揚尼斯奪得NBA總冠軍。
2021年8月13日，安戴托昆波與雄鹿重新簽約，合約期為兩年。2023年7月28日，他與密爾沃基雄鹿隊再簽下一份一年合約。

## 外部連結
- 薩納西斯·安戴托昆波在fiba.basketball（英语）
- 薩納西斯·安戴托昆波在archive.fiba.com（存檔）（英语）
- 薩納西斯·安戴托昆波在NBA官網（英语）
- 薩納西斯·安戴托昆波在NBA G聯盟官網（英语）
- 薩納西斯·安戴托昆波在歐洲籃球聯賽官網（英语）
- 薩納西斯·安戴托昆波在西班牙篮球甲级联赛官網（球員）（西班牙语）
- 薩納西斯·安戴托昆波在Basketball-Reference.com（NBA）（英语）
- 薩納西斯·安戴托昆波在Basketball-Reference.com（NBA G聯盟）（英语）
- 薩納西斯·安戴托昆波在Basketball-Reference.com（國際）（英语）
- 薩納西斯·安戴托昆波在ESPN（NBA）（英语）
- 薩納西斯·安戴托昆波在Eurobasket.com（球員）（英语）
- 薩納西斯·安戴托昆波在Proballers（英语）
- 薩納西斯·安戴托昆波在RealGM（英语）